# Jametz
Jametz település Franciaországban, Meuse megyében. Lakosainak száma 250 fő (2022. január 1.). Jametz Remoiville, Bréhéville, Delut és Vittarville községekkel határos.

## Népesség
A település népességének változása:
| Lakosok száma | 277  | 298  | 241  | 252  | 258  | 253  | 257  | 260  | 260  | 250  |
|               | 1968 | 1982 | 1990 | 2006 | 2013 | 2015 | 2017 | 2019 | 2020 | 2022 |